# 索尼爱立信Xperia X2
XPERIA X2是索尼愛立信旗下的一款智能手機，和Sony Ericsson Xperia X1同样是搭载Windows Mobile 操作系统的智能机。在Nokia World 2009召开的第一天就正式发布，随即在9月16日开幕的北京通讯展亮相。其主要特色包括3.2英寸的480x800像素的触碰屏幕，内置了810万像素的摄像头，支持自动对焦。支持立体声蓝牙、立体扬声器、视频输出和PlayNow功能。支持3D游戏和重力感应。

## 外部連結
- XPERIA X2 官方網頁
- XPERIA X2 手機技術規格